# Aurel Anton
Aurel Anton (n. 30 martie 1928, Sălbăgel, Gavojdia, Timiș, România – d. 11 noiembrie 2015) a fost un șahist român .

## Biografie
A absolvit Facultatea de Electrotehnică din Timișoara în anul 1954. Pasiunea vieții sale a fost  șahul, sport cu care a obținut o seamă de premii. Între anii 1948 – 1950 obține cele mai multe rezultate dintre participanții la simultanele susținute de către fostul campion al țării, Ștefan Erdelz. Este declarat campion al tuturor școlilor din Reșița în anul 1950 când i s-a acordat și categoria I.
A debutat la dezlegări de probleme de șah în anul 1958, la un concurs organizat la Timișoara,
ocupând locul doi. A participat la "Spartachiada Tineretului" în anul 1958, ocupând locul 2 pe
regiunea Banat.
Debutează la șahul prin corespondență în anul 1959 la un concurs cu deschideri obligatorii la care
va ocupa locul I. Participă în perioada anilor 1960 – 1963 la prima ediție a campionatului național
unde câștigă toate fazele preliminare precum și finala, devenind primul campion al României la șah
prin corespondență. A ocupat locul 3 la Finala Campionatului European, încheiată în anul 1970, iar
în anul 1976 devine primul român campion european.
Primește titlul de Maestru al Sportului în 1976 și de Maestru Internațional în 1980. În perioada
anilor '80 s-a numărat printre primii 4 jucători de șah ai lumii. A fost selecționat în echipa națională de șah, unde, în decursul anilor, a susținut 20 de partide amicale fără înfrângere (15 victorii și 5 remize).